# کردو (نیایش‌)
کردو (به انگلیسی: Credo) در عبادت مسیحی، عقیده (به لاتین به معنی: «من باور دارم») اعتقادنامۀ نیقیه-قسطنطنیه‌ای است – یا نسخۀ کوتاهتر و امروزه بیشتر مورد استفادۀ آن، اعتقادنامۀ رسولان – در آیین عشاء ربانی، یا به عنوان دعا، یک متن‌گفتاری، یا خوانده شده به عنوان سرودهای گریگوری یا سایر تنظیمات موسیقی فُرم مس.

## تاریخچه

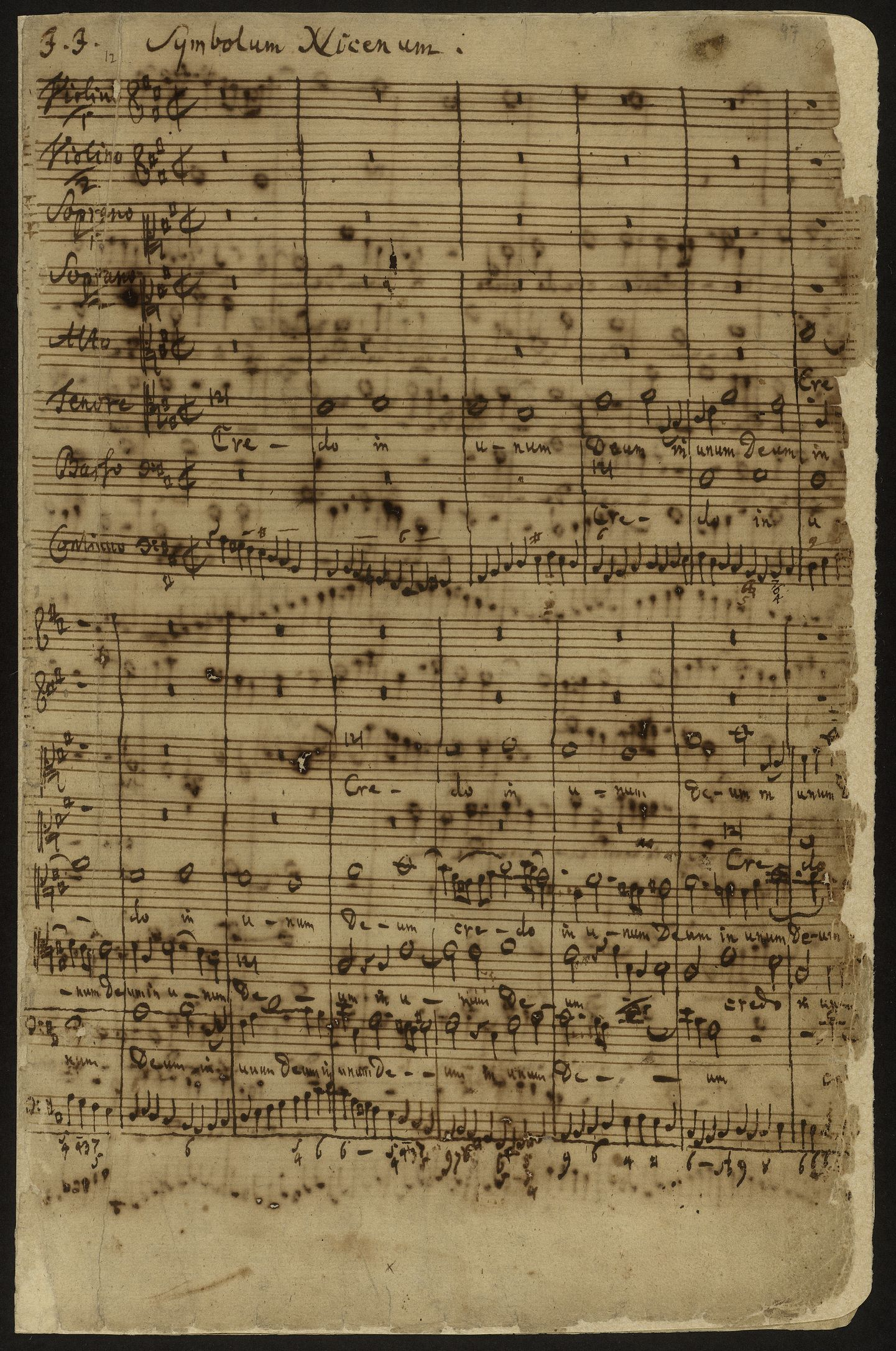
به عنوان مثال: خودنویس صفحهٔ اول اعتقادنامهٔ نیقیه (اعتقاد) از مس در ب مینور اثر: یوهان سباستیان باخ

پس از قاعده‌سازی اعتقادنامۀ نیقیه، استفادۀ اولیه از آن در غسل تعمید بود، که توضیح می‌دهد که چرا در متن به جای «ما…» از ضمیر مفرد «من …» استفاده می‌کند. این متن به تدریج در مناجات، ابتدا در شرق و اسپانیا، و به تدریج در شمال، از قرن ششم تا نهم میلادی، گنجانده شد. در سال ۱۰۱۴ میلادی توسط کلیسای رم به عنوان بخشی مشروع از مراسم عبادت پذیرفته شد. در مراسم عشای ربانی غربی مستقیماً بعد از موعظه در تمام یکشنبه‌ها و آیین تشریفاتی خوانده می‌شود؛ در جشن‌های مدرن مراسم مس سنتی لاتین به عنوان شکل خارق‌العاده‌ای از آیین رومی، «کردو» در تمام یکشنبه‌ها، اعیاد ردۀ یکم، اعیاد ردۀ دوم خداوند و باکره مقدس، در روزهای اکتاو کریسمس (جشن هشت روزه) خوانده می‌شود. عید پاک و پنطیکاست (عید پنجاهه)، و در اعیاد «تولد» رسولان و مبشران (از جمله اعیاد کرسی پطرس قدیس و سنت برنابا). در آیین ارتدکس پس از دعای مناجات در هر فرصتی خوانده می‌شود.
احتمالاً به دلیل تصویب دیرهنگام آن، و طولانی بودن متن (طولانی‌ترین در مس متداول)، تنظیمات نسبتاً کمی از آن وجود دارد. آنچه در لیبر اوسالیس به عنوان «کردو یک» شناخته می‌شود ظاهراً به‌طور گسترده تنها کردو معتبر در نظر گرفته می‌شود و این عنصر معمولی است که به شدت با یک ملودی مرتبط است. لیبر اوسالیس تنها دارای دو تنظیم دیگر است که به عنوان «کردو پنج» و «کردو شش» تعیین شده‌اند، که بسیار کمتر از سایر تنظیمات معمولی است.
در تنظیمات موسیقی کردو، مانند گلوریا، خط اول توسط مجری به تنهایی (کردو در اونوم دئوم) (من به خدای واحد اعتقاد دارم)، یا توسط یک تکنواز خوانده می‌شود، در حالی که گروه کُر یا حضار در خط دوم می‌پیوندند. این سنت در قرون وسطی و رنسانس ادامه یافت و حتی در تنظیمات جدیدتر دنبال می‌شود. به عنوان مثال، در مس استراوینسکی، یک سولیست آهنگ اول را که از «کردو یک» است، می‌خواند. در تنظیمات مس دورۀ باروک، کلاسیک و رمانتیک، خط کردو معمولاً برای کل گروه کُر تنظیم می‌شود، مانند سیمبولوم نیچه‌نوم (اعتقادنامۀ نیقیه) از مس باخ در ب مینور، جایی که آهنگساز از آهنگ عوام به عنوان مضمون یک فوگ استفاده می‌کند، در مس‌های بعدی هایدن و میسا سولمنیس از بتهوون.